# District de Shilin

Localisation du district de Shilin

Le district de Shilin (chinois traditionnel : 士林區; ; pinyin : Shìlín Qū ; Wade : Shihlin Chü) est l'un des douze districts de Taipei. Il accueille une nombreuse population étrangère, concentrée autour de Tianmu. Il a pendant longtemps été le lieu d’implantation de prédilection pour les expatriés venus d’Europe, des États-Unis et du Japon grâce à la qualité de son environnement (au pied du parc de Yangmingshan) et à la présence d’écoles internationales.

## Histoire
Le nom Shilin dérive de Pattsiran, un mot Ketagalan pour « source d’eau chaude ». Il a été translittéré en chinois comme "八芝蘭" (pinyin : Bāzhīlán ; Pe̍h-ōe-jī : Pat-chi-lân), écrit Pat-chi-na ou Pachina.
Avant l’arrivée des populations Han, la région était occupée par le groupe Kimassauw (麻少翁社) des aborigènes taïwanais des plaines. Durant l’ère Qing, une forteresse est édifiée, appelée plus tard Zhilan Yi Bao. Au cours du crépuscule de la dynastie Qing, comme de nombreux candidats talentueux aux examens impériaux étaient originaires de Pachina, il fut décidé de changer le nom en Shilin (士林), signifiant « congrégation d’érudits et de talents ».
En 1920, sous domination japonaise, l’aire est réorganisée en tant que village de Shirin (士林庄), qui devient la ville de Shirin (士林街) en 1933, au sein du district de Shichisei (七星郡), Préfecture de Taihoku. En 1945, après la rétrocession de Taïwan à la République de Chine, le nom est modifié en canton de Shilin (士林鎮), comté de Taïpei (臺北縣).
Shilin est avant tout un district résidentiel et possède des quartiers connus, comme Waishuangxi (外雙溪) et Tianmu. Tchang Kaï-chek, leader du Kuomintang, vit à Shilin après avoir transféré le gouvernement national à Taïwan à l’issue de la guerre civile chinoise. Le district est divisé en 51 villages (里), eux-mêmes divisés en 987 quartiers (鄰).
Shilin se targue d’être à l’origine de la culture à Taïpei : sous la dynastie Qing, de nombreuses écoles publiques ou privées y ont été ouvertes. Sous domination japonaise, un centre d’apprentissage national est ouvert à Zhishanyan.

## Institutions
- Bureaux commerciaux du Brésil à Taïpei

- Ambassade de l’eSwatini à Taïpei

## Éducation
Shilin possède trois universités : l’Université Ming Chuan, l’Université Soochow, and l’Université de culture chinoise. De nombreuses écoles internationales, comme la Taipei American School, l’École japonaise de Taïpei ou l’École européenne de Taïpei sont situées dans le district. Shilin abrite également deux universités professionnelles, quatre lycées, huit collèges, et vingt écoles élémentaires. 
Le centre national taïwanais des sciences éducatives se trouve dans le district, de même que le musée astronomique de Taïpei, le musée Shung Ye des aborigènes de Formose, et le renommé Musée national du Palais. 

## Tourisme
Les attractions touristiques incluent le parc national de Yangmingshan, le moulin à papier de Shilin, le Musée national du Palais, le musée astronomique de Taïpei, le centre national taïwanais des sciences éducatives, la maison de Chien Mu, le musée Kang Hwa, la maison de Chiang Kaï-shek, le temple Shennong de Shiling, La maison de Lin Yutang, la maison blanche de Tianmu, le centre Xiqu de Taïwan, le temple Chin Shan Yen Hui Chi, la porte Chin Shan Yen, le parc pour enfant de Taïpei et le marché de nuit de Shilin. Le groupe volcanique Tatun est situé au nord-est du district.
Le district accueille de nombreux sites historiques, incluant des temples, des marchés et des bâtiments. On y trouve également le stade de baseball Tianmu et le parc des sports de Bailing. Le parc Shuangxi y est également présent.

## Transports
En plus de nombreuses lignes de bus, le district est desservi par la ligne Tamsui du métro de Taïpei. On peut également y accéder par l’autoroute provinciale no 2.

## Personnalités liées à Shilin
- Chang Hsin-yan, actrice
- Ko Chia-yen, actrice
- Selina Jen, chanteuse et actrice